# Basílica menor de Nuestra Señora del Rosario de Chiquinquirá (La Estrella)
La Basílica Menor de Nuestra Señora del Rosario de Chiquinquirá es una basílica católica colombiana localizada en La Estrella (Antioquia), dentro de la Arquidiócesis de Medellín.
Diseñado con estilo neogótico por Martín Rodríguez, localizado al frente del parque principal siderense, e inaugurado en 1923, el templo, erigido en basílica menor desde el 16 de abril de 1986, es un santuario mariano en honor a la Virgen del Rosario, conocida también como La Chinca, la imagen de la misma se encuentra plasmada en un lienzo muy similar al de la Basílica de Nuestra Señora del Rosario de Chiquinquirá, en el municipio homónimo del departamento de Boyacá; diferenciándose ambos lienzos por una estrella entre San Antonio y la Virgen. Es este cuadro el que preside el altar mayor, en cuyos lados se encuentran las imágenes de San José y El Sagrado Corazón de Jesús; además, el mismo se encuentra en el municipio de La Estrella desde 1690, cuando el pueblo comenzó a ser parroquia, si bien sólo fue elevado a la categoría de municipio hasta el 25 de febrero de 1832.